# Berglök
Berglök (Allium oreophilum) är en flerårig växtart i släktet lökar och familjen amaryllisväxter. Arten beskrevs av Carl Anton von Meyer.  Inga underarter finns listade i Catalogue of Life.

## Utbredning
Berglöken växer vilt i östra Turkiet och Kaukasus samt mellan Centralasien och Kina. Den odlas som prydnadsväxt i andra delar av världen. Arten är naturaliserad och reproducerande i Sverige, där den har noterats i Skåne, Småland, Öland, Östergötland, Bohuslän och Värmland.